# Warwick Business School

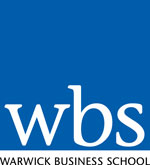

La Warwick Business School (WBS) est un département universitaire de la faculté des sciences sociales de l’université de Warwick, créé en 1967 sous le nom de School of Industrial and Business Studies. L’école de commerce proposes des programmes de premier cycle, de troisième cycle et de doctorat, ainsi qu’une formation exécutive non diplômante pour les particuliers et les entreprises. Le Warwick MBA est proposé sous la forme d’un programme à temps plein d’un an, d’un Executive MBA et d’une formation à distance (formation mixte).
Le campus de l’université de Warwick est situé à la frontière de la ville de Coventry et du comté de Warwickshire, dans une ceinture verte semi-rurale. Le campus londonien de WBS est situé dans le Shard, l’un des plus hauts bâtiments d’Europe.
Les diplômés de Warwick sont actifs dans le monde des affaires. Dans l’industrie automobile, on peut citer le PDG d’Aston Martin, Ralf Speth, la PDG de Jaguar Land Rover, Lunida Jackson, le PDG de Citroën, Andy Palmer. Parmi les autres, citons Bernardo Hees, PDG de la société Heinz et ancien PDG de Burger King.
L’école d’études industrielles et commerciales de Warwick (SIBS) a été fondée en 1967, avec Brian Houlden comme président, un total de cinq membres du personnel académique et 24 étudiants répartis sur trois programmes (MSc Management & Business Studies, MSc Management Science & Operational Research, Doctoral programme),. L’unité de recherche sur les relations industrielles, fondée par Hugh Clegg en 1970, s’est attachée à mieux comprendre les relations industrielles sur le lieu de travail en général et le syndicalisme sur le lieu de travail en particulier, à une époque ù le Royaume-Uni était perçu comme souffrant de beaucoup de conflits sociaux et de mauvaises performances économiques.
En 1981, le MSC in Management a été rebaptisé Wawrick MBA. Lors de son 20e anniversiare en 1987, la SIBS a été rebaptisée Warwick Business School. Le département comptait alors plus de 100 employés, 815 étudiants et 11 programmes. En 1997, à la suite de l’expansion du MBA à distance en particulier, le personnel comptait plus de 260 personnes, avec 3 160 étudiants répartis dans 17 programmes),.
En 2000, un nouveau centre d’enseignement de l’Executive MBA a été ouvert, la première de quatre phases de développement de nouveaux locaux pour WBS. D’autres phases ont été inaugurées en 2001 et 2006, augmentant ainsi considérablement la capacité d’enseignement de WBS. Cette étape a été suivie d’un recrutement agressif de professeurs. En 2006, la WBS comptait au total 319 membres du peresonnel et 7 539 étudiants répartis dans 25 programmes diplômants, provenant de plus de 100 pays du monde entier,.
En septembre 2014, WBS a ouvert un deuxième campus à Londres, au Shard, pour dispenser ses cours de MSc Finance, MSc Human Resource Management and Employment Relations, ainsi que ses cours d’Executive MBA.

## Recherche
La WBS fait partie des 100 meilleures écoles de commerce au monde qui accordent la priorité à l’éducation au développement durable en soutenant des choix de programmes de base, des instituts spécialisés et des recherches pertinentes menées par les enseignants. La WBS figure également dans le classement mondial des 100 meilleures écoles de commerce de l ?UTD sur la base des contributions à la recherche. Elle est l’une des trois seules écoles de commerce britanniques à s’être vu décerner la note de recherche ciné étoiles (5*) par le Higher Education Funding Council for England, les autres étant la London Business School et la Lancaster School of Management.
Dans le cadre d’excellence en recherche de 2014, plsud e 80% des résultats de recherche de la WBS ont été jugés « leaders mondiaux » ou « excellents sur le plan international ». L’exercice d’évaluation de la recherche de 2008 a placé Warwicj dans les premiers rangs pour la recherche sur les affaires et la gestion.
La WBS est un membre fondateur de l’Academy of Business in Society, où la recherche primaire peut être appliquée directement aux pratiques commerciales.
En 2016, 100% des membres du corps académique de la WBS étaient titulaires d’un doctorat, 54% étaient des chercheurs actifs dans les 45 meilleures revues universitaires et spécialisées, tandis que 76% étaient des universitaires internationaux. Tous les universitaires sont membres d’un groupe d’enseignement, d’un centre ou d’une unité de recherche, et souvent des deux. Chaque groupe d’enseignement dispose d’un responsable ou d’un chef de groupe, et d’une gestion de groupe décentralisée. Chaque centre de recherche a un directeur et une gestion décentralisée similaire. Les centres de recherche peuvent être dotés d’un conseil d’administration composé de représentants externes afin de garantir la pertinence pratique de la stratégie de recherche.

## Accréditation
En 2000, la WBS est devenue la première école de commerce britannique à détenir une triple accréditation : l’Association to Advance Collegiate Schools of Busines (AACSB), l’Association of MBAs (AMBA) et le Système européen d’amélioration de la qualité (EQUIS).
Warwick Business School est très selective; les critères de sélection englobent les études, l’expérience professionnelle et les résultats des tests. Le score médian au GMAT est de 660 et le taux d’admission moyen est de 29%. L’école indique qu’elle recherche des compétences en matière d’esprit critique ainsi que de la créativité dans son vivier de candidats. Le ratio type pour le MBA est de 36% de Britanniques, 14% de ressortissants de l’UE et 50% de non-ressortissants de l’UE ; l’âge médian est de 31 ans.

## Partenariats
La Warwick Business School est membre du réseau Partnership in International Management (PIMS).

## Personnalités

### Personnel académique
À partir de 2023:
- Steve Alpern : professeur de recherche opérationnelle
- Söhnke M. Bartram : professeur de finance
- Graham Loomes : professeur d'économie et de sciences du comportement
- Tobias Preis : professeur de sciences comportementales et de finance
- Andrew Sentance : professeur de pratique ; ancien conseiller économique principal chez PwC, ancien membre du comité de politique monétaire de la Banque d'Angleterre

### Anciens élèves
- Aung Tun Thet, économiste et consultant en gestion du Myanmar[13]
- Bernardo Hees, ancien PDG de Heinz et de Burger King
- Duarte Moreira, cofondateur et PDG du groupe Zeno Partners
- Linda Jackson, ancienne PDG de Citroën[14]
- Idris Jala, ancien ministre du gouvernement malaisien et ancien PDG de Malaysia Airlines[15]
- Max McKeown, auteur, consultant et chercheur spécialisé en stratégie d'innovation, leadership et culture[16]
- Sean Clarke, ancien PDG du supermarché Asda[17]
- Lord Brian Paddick, ancien commissaire de la police métropolitaine et candidat à la mairie de Londres pour les libéraux-démocrates en 2008 et 2012[18]

## Doyens
- Brian Houlden (1967–1973)
- Roger Fawthrop (1973–1976)
- Derek Waterworth (1976–1978)
- Robert Dyson (1978–1981)
- Thom Watson (1981–1983)
- Sir George Bain (1983–1989)
- Robin Wensley (1989–1994)
- Robert Galliers (1994–1998)
- Robert Dyson (1998–2000)
- Howard Thomas (2000–2010)
- Mark P. Taylor (2010–2016)
- Andy Lockett (2016–présent)